# 恩特拉足球會
恩特拉足球會（Virtus Entella）是一支位於意大利基亞瓦里的職業足球會，目前於意大利足球丙级联赛角逐。

## 外部連結
- Official Site （页面存档备份，存于）